# Maniquí escatós

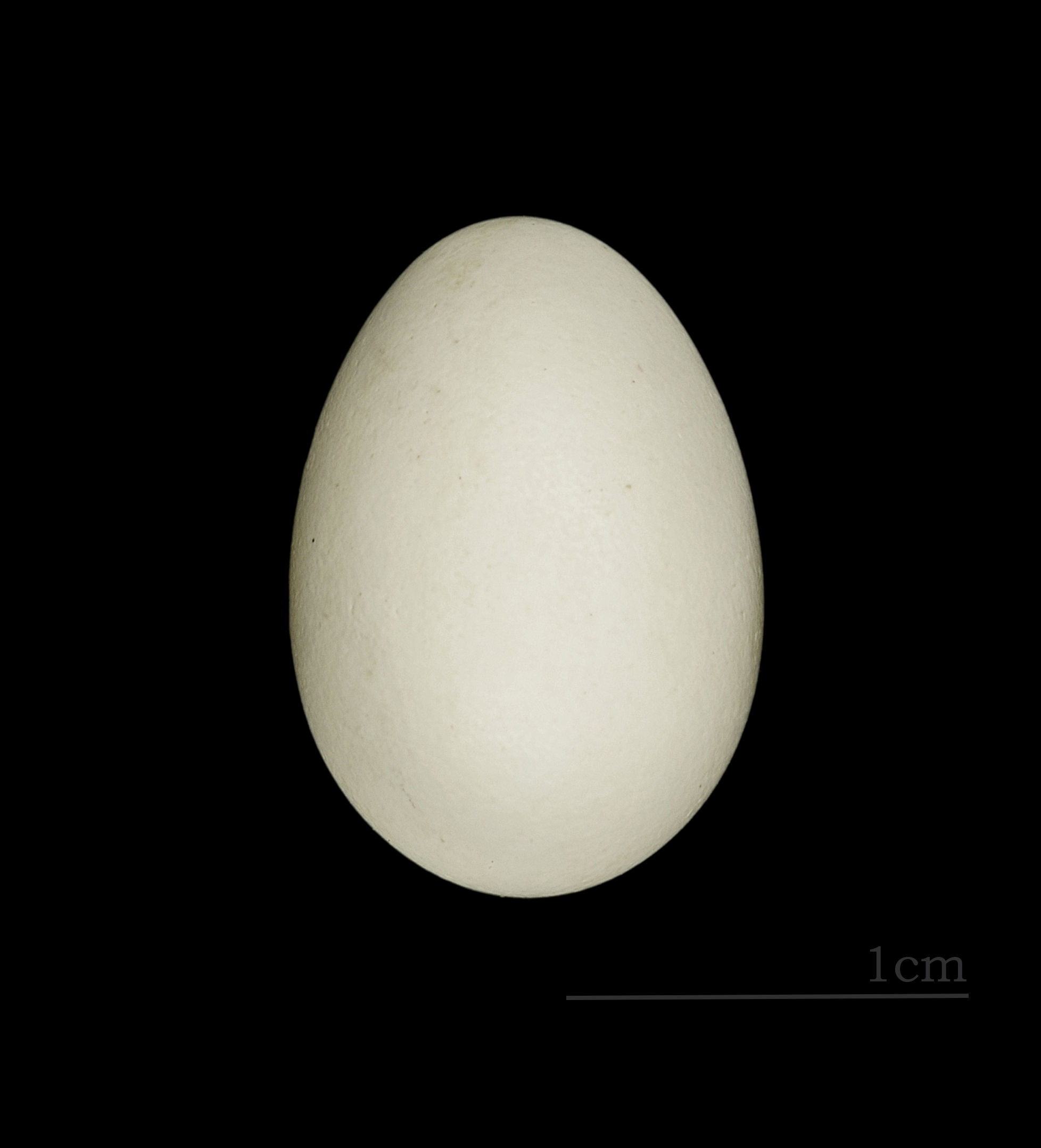
Lonchura punctulata

El maniquí escatós o maniquí puntejat
(Lonchura punctulata) és una espècie d'ocell de la família dels estríldids (Estrildidae) que habita praderies, matolls i terres de conreu de l'Índia, Sri Lanka, sud de la Xina, Taiwan, Sud-est Asiàtic, Sumatra, Java, sud-est de Borneo, Illes Petites de la Sonda, Illes Tanimbar, Sulawesi i Filipines. ha estat introduït en Austràlia i illes del Pacífic i de l'Índic.